# Ruth Snyder
Pour les articles homonymes, voir Snyder.
 (décembre 2024).
Ruth Brown Snyder, née en 1895 et morte le 12 janvier 1928, est une criminelle américaine. Son exécution, à la chaise électrique, dans la prison de Sing Sing par Robert G. Elliott, l'électricien de l'État de New York, pour le meurtre de son mari Albert, a donné lieu à une célèbre photographie qui la montre sur la chaise électrique.

## Biographie
La vie de la jeune Ruth Brown avait semblé prendre un tournant heureux lorsqu’elle avait rencontré et épousé en 1925 Albert Snyder, homme d’affaires riche et âgé. Ayant abandonné son travail de standardiste, elle se consacra entièrement à l’entretien de la belle villa de banlieue où elle vivait avec son mari et Lorraine, leur fille. Albert était sombre et introverti, peu expansif aussi bien avec son épouse qui aimait les spectacles et les relations sociales qu’avec leur enfant. Il considérait Ruth comme une gamine peu sérieuse et regrettait de n’avoir pu épouser sa fiancée Jessie Guischard, morte peu avant le mariage prévu. Elle était plus belle que Ruth et Albert avait en souvenir gardé un portrait d’elle accroché au dos de son lit.
La monotonie  de sa vie conjugale plongeait Ruth dans l’ennui. Et elle essayait de l’oublier en s’habillant de façon voyante et en cherchant constamment des aventures avec des hommes rencontrés par hasard. L’un d’eux était Henry Judd Gray, vendeur ambulant de corsets pour femmes  et marié ; Ruth, qui aimait se confier à lui, lui raconta ses tentatives manquées pour tuer son mari : « dans le garage avec du monoxyde de carbone ; en le poussant alors qu’il était sur le quai ; avec du bichlorure de mercure, sous prétexte de guérir son hoquet ».
Ruth recommença à planifier l’assassinat de son mari, d’abord en le persuadant de souscrire une police d’assurance-vie de 48 000 dollars qui serait doublée si l’assuré mourait d’un acte violent, puis en essayant de convaincre son amant, réticent, avec un plan qui prévoyait trois instruments pour réussir l’assassinat : du chloroforme, un fil de fer et un contrepoids pesant, tels ceux utilisés pour les rideaux de fenêtre.
Dans la nuit du 19 mars 1927, profitant de l’absence d’Albert et de Lorraine, Ruth fit entrer Judd dans la maison. Ce dernier se cacha dans la chambre laissée vide par la mère de Ruth, partie pour un court voyage, et elle se prépara à tuer Albert qui, revenu ivre avec sa fille, s’était endormi. Le couple l'assassina en l’étranglant avec le fil, puis essaya de faire croire que sa mort était le résultat d’une agression commise pendant un vol.
Une enquête rapide permit de retrouver, cachés dans l’appartement, des bijoux dont la femme avait signalé la disparition : la police devina la mise en scène et accusa du meurtre les deux amants dont le procès s’ouvrit le 27 avril 1927. Au cours des audiences, Ruth avoua qu’elle avait voulu tuer son mari « pour se débarrasser de lui », tandis que Judd tenta de se justifier en accusant sa maîtresse : c’était elle qui avait planifié le meurtre, pris des polices d’assurance et qui l’avait fait boire pour l’encourager à commettre le meurtre. Le 12 janvier 1928, à 23 heures, le couple d'assassins était exécuté sur la chaise électrique.